# Estornell de coroneta blanca
L'estornell de coroneta blanca (Lamprotornis albicapillus) és una espècie d'ocell de la família dels estúrnids (Sturnidae). Habita les sabanes i matollars secs de la Banya d'Àfrica. També se'l troba en terres llaurables i jardins rurals. El seu estat de conservació es considera de risc mínim.